# Антидезистестментарианство

Герб Кентерберийского престола, управляющего англиканской церковью

Антидезистестментариа́нство (англ. Antidisestablishmentarianism) — это позиция, поддерживающая единство государства и церкви без отделения церкви от государства.
В Британии 19-го века она развивалась как движение противников политики Либеральной партии по отделению англиканской церкви от государства в Англии, Ирландии и Уэльсе. Государственный статус церкви сохранился в Англии, но Англиканская церковь Ирландии была упразднена в 1871 году. В Уэльсе четыре епархии англиканской церкви были упразднены в 1920 году и стали Церковью в Уэльсе. В колониальной Америке англиканская церковь была упразднена в шести колониях в 1780-х годах, и многие бывшие англикане объединились в Епископальную церковь.

## История
Вопрос об упразднении англиканской церкви тесно связан со статусом британского монарха как Верховного правителя церкви на основании Акта о супрематии.
Британский философ Филлип Блонд, сторонник антидезистестментарианной позиции, утверждает, что наличие в Англии государственной церкви помешало стране принять любой вид этнического или расового национализма. Блонд заявил, что официальное покровительство англиканской церкви позволило стране выстоять и выступить против тоталитарных идеологий 20-го века, которые преследовали другие части мира. Он также высказал мнение, что «церковь нужна нам не только для защиты политики, но и для защиты идеи гражданского общества». Блонд заключает, что «церковный истеблишмент в Англии создаёт более разнообразную политическую и общественную жизнь, предотвращает религиозный экстремизм и помогает свести к минимуму партийные конфликты и светское насилие». Джайлс Корен, британский писатель, поддерживает антидезистестментарианство, потому что оно позволяет всем англичанам совершать значимые обряды, такие как брак.
В апреле 2014 года Ник Клегг, тогдашний заместитель премьер-министра Великобритании и лидер либерал-демократов, заявил, что, по его мнению, англиканская церковь и британское государство должны быть разделены «в долгосрочной перспективе». Дэвид Кэмерон, премьер-министр Соединённого Королевства в то время, ответил на комментарии Клегга, заявив, что эта позиция была «долгосрочной либеральной идеей, но не консервативной», добавив, что, по его мнению, существование устоявшейся церкви выгодно.